# Peisner Ignác
Peisner Ignác (Sebeskellemes, 1855. március 14. – Budapest, Józsefváros, 1924. november 7.) magyar újságíró, helytörténész. 

## Élete
A Sáros vármegyei Sebeskellemesen született. Apja, Peisner Adolf néptanító, anyja Schwarz Betti volt.  
1872-ben Ungváron érettségizett. A Budapesti Tudományegyetemen orvosi diplomát szerzett, de már 1876-tól újságíróként dolgozott, a Pester Korrespondenz munkatársa volt. 1879 októberétől haláláig a Neues Pester Journal munkatársa, 1885-től segédszerkesztője lett. Igen sok tárcát írt, jórészt Budapest történetéről. Nemcsak belföldi német lapokban jelentek meg cikkei, hanem külföldi lapok is közölték írásait. A Brockhaus enciklopédiába Magyarországról írt ismertetést. Halála előtt körülbelül nyolc évvel eltörte a lábát, s onnantól kezdve mankóval közlekedett. Temetéséről az Újságírók Egyesülete gondoskodott. 
A Kozma utcai izraelita temetőben kísérték utolsó útjára. 

### Családja
Felesége Weisz Berta (1857–1927) volt, Weisz Gyula és Guttmann Nina lánya, akivel 1883. május 3-án Budapesten kötött házasságot.
Gyermekei:
- Peisner Ella (1887–1942) tanítónő. Férje Demény Samu Ottó (1881–1944) mérnök volt.[7]
- dr. Peisner Flóra (1888–?) tanárnő. Férje Rónai Zoltán (1880–1940) politikus, szociológus volt.[8]
- Peisner Károly (1890–1943) kereskedelmi és iparkamarai tisztviselő, statisztikus. Felesége Siklósy Terézia (1885–1960) volt.[9]
- Pereszlényi Pál (1893–?) újságíró, a Világ bécsi munkatársa, majd iparkamarai fogalmazó volt. Felesége Schiffer Szerafina volt.[10]

Unokái:
- Martin Esslin (Pereszlényi Gyula) (1918–2002) magyar származású brit újságíró, színháztudós.
- Peisner János (1936–2011) fizikus, a fizikai tudomány kandidátusa (1976)

Dédunokája:
- Mayer István (1943–2020) kémikus, fizikus, radiofizikus, professor emeritus.

## Művei
- Képek a magyar életből (1884)
- Budapest a XVIII. században (1900)
- Képek a régi Pest-Budáról (1902)